# Comté de Wilson (Kansas)
Pour les articles homonymes, voir Wilson et Comté de Wilson.
Le comté de Wilson est l’un des 105 comtés de l’État du Kansas, aux États-Unis. Fondé en 1855, il a été nommé en hommage au colonel Hiero T. Wilson.
Siège et plus grande ville : Fredonia.

## Géolocalisation
| Comté de Greenwood | Comté de Woodson    | Comté d'Allen   |
| Comté d’Elk        | Comté de Wilson     | Comté de Neosho |
|                    | Comté de Montgomery |                 |